# 4 Minutes
4 Minutes (englisch für „4 Minuten“) ist ein Lied der US-amerikanischen Sängerin Madonna, in Zusammenarbeit mit dem Hip-Hop-Musiker Timbaland sowie dem Sänger Justin Timberlake aus dem Jahr 2008.

## Entstehung und Veröffentlichung
Das Lied wurde von den Interpreten, gemeinsam mit Nate Hills (Danja), geschrieben beziehungsweise komponiert. Mit Ausnahme von Madonna waren die Autoren auch für die Produktion verantwortlich.
Die Erstveröffentlichung von 4 Minutes erfolgte als Airplay am 17. März 2008. Einen Tag später erschien das Lied erstmals als Single. Am 18. April 2008 erschien 4 Minutes als Teil von Madonnas elftem Studioalbum Hard Candy.

## Musikvideo
Das Musikvideo entstand unter der Regie von Jonas Euvremer sowie François Rousselet und verzeichnete bis Juli 2024 über 217 Millionen Aufrufe auf YouTube.

## Kommerzieller Erfolg

### Chartplatzierungen
| ChartsChartplatzierungen       | Höchstplatzierung | Wochen |
| ------------------------------ | ----------------- | ------ |
| Deutschland (GfK)              | 1 (31 Wo.)        | 31     |
| Österreich (Ö3)                | 2 (32 Wo.)        | 32     |
| Schweiz (IFPI)                 | 1 (48 Wo.)        | 48     |
| Vereinigte Staaten (Billboard) | 3 (20 Wo.)        | 20     |
| Vereinigtes Königreich (OCC)   | 1 (29 Wo.)        | 29     |

| ChartsJahrescharts (2008)      | Platzierung |
| ------------------------------ | ----------- |
| Deutschland (GfK)              | 9           |
| Österreich (Ö3)                | 11          |
| Schweiz (IFPI)                 | 6           |
| Vereinigte Staaten (Billboard) | 23          |
| Vereinigtes Königreich (OCC)   | 9           |

### Auszeichnungen für Musikverkäufe
| Land/Region                  | Auszeichnungen für Musikverkäufe (Land/Region, Auszeichnung, Verkäufe) | Verkäufe  |
| ---------------------------- | ---------------------------------------------------------------------- | --------- |
| Australien (ARIA)            | Platin                                                                 | 70.000    |
| Belgien (BRMA)               | Gold                                                                   | 15.000    |
| Brasilien (PMB)              | Platin                                                                 | 60.000    |
| Dänemark (IFPI)              | 2× Platin                                                              | 30.000    |
| Deutschland (BVMI)           | Platin                                                                 | 300.000   |
| Finnland (IFPI)              | Platin                                                                 | 16.799    |
| Italien (FIMI)               | Gold                                                                   | 50.000    |
| Japan (RIAJ)                 | Gold                                                                   | 100.000   |
| Kanada (MC)                  | —                                                                      | 137.000   |
| Mexiko (AMPROFON)            | 2× Gold (Ringtone)                                                     | 20.000    |
| Neuseeland (RMNZ)            | Platin                                                                 | 30.000    |
| Norwegen (IFPI)              | 3× Platin                                                              | 30.000    |
| Schweden (IFPI)              | Gold                                                                   | 10.000    |
| Spanien (Promusicae)         | 3× Platin (Single) · + 2× Platin (Ringtone)                            | 100.000   |
| Vereinigte Staaten (RIAA)    | 2× Platin                                                              | 3.100.000 |
| Vereinigtes Königreich (BPI) | Platin                                                                 | 627.000   |
| Insgesamt                    | 6× Gold · 18× Platin ·                                                 | 4.695.299 |

Hauptartikel: Madonna (Künstlerin)/Auszeichnungen für Musikverkäufe